# Afvalvliegen
De afvalvliegen (Heleomyzidae) zijn een familie uit de orde van de tweevleugeligen (Diptera), onderorde vliegen (Brachycera). Wereldwijd omvat deze familie zo'n 76 genera en 738 soorten.

## In Nederland waargenomen soorten
- Genus: Eccoptomera
  - Eccoptomera emarginata
  - Eccoptomera filata
  - Eccoptomera longiseta
  - Eccoptomera microps
  - Eccoptomera myopina
  - Eccoptomera obscura
  - Eccoptomera pallescens
- Genus: Gymnomus
  - Gymnomus amplicornis
  - Gymnomus caesia
- Genus: Heleomyza
  - Heleomyza breviciliata
  - Heleomyza captiosa
  - Heleomyza modesta
  - Heleomyza serrata
- Genus: Heteromyza
  - Heteromyza atricornis
  - Heteromyza commixta
  - Heteromyza oculata
  - Heteromyza rotundicornis
- Genus: Morpholeria
  - Morpholeria ruficornis
- Genus: Neoleria
  - Neoleria inscripta
  - Neoleria maritima
  - Neoleria ruficeps
- Genus: Oecothea
  - Oecothea fenestralis
  - Oecothea praecox
- Genus: Prosopantrum
  - Prosopantrum flavifrons
- Genus: Schroederella
  - Schroederella iners
- Genus: Scoliocentra
  - Scoliocentra dupliciseta
  - Scoliocentra scutellaris
  - Scoliocentra villosa
- Genus: Suillia
  - Suillia affinis
  - Suillia atricornis
  - Suillia bicolor
  - Suillia flava
  - Suillia fuscicornis
  - Suillia humilis
  - Suillia nemorum
  - Suillia notata
  - Suillia oxyphora
  - Suillia pallida
  - Suillia similis
  - Suillia ustulata
  - Suillia variegata
- Genus: Tephrochlaena
  - Tephrochlaena oraria
- Genus: Tephrochlamys
  - Tephrochlamys flavipes
  - Tephrochlamys laeta
  - Tephrochlamys rufiventris
  - Tephrochlamys tarsalis
- Genus: Trixoscelis
  - Trixoscelis frontalis
  - Trixoscelis marginella
  - Trixoscelis obscurella
  - Trixoscelis pedestris
  - Trixoscelis similis